# Gabriel Fabre
Gabriel Fabre (Lió, 1858 - París, 1921) fou un compositor francès.
Fou deixeble de Duprato i Guiraud en el Conservatori de París i es va fer un especialista en la interpretació musical del poetes moderns d'aquells temps. Verlaine, Mallarmé, Moréas, Maeterlinck, foren els poetes a les quals poesies Fabre posà música per primera vegada, donant a llurs obres tota l'expressió i el sentit íntim que requereixen. Malgrat que gaudí d'una important posició al canvi del segle xix al xx, avui dia és molt poc conegut per l'ambient musical, tant a nivell d'intèrprets com de musicòlegs.
La seva modèstia i senzillesa li va permetre compartir una subtil relació amb el món artístic del París d'aquells anys, així llur amistat amb artistes com Signac, Lepère, Charpentier, Léandre, Le Sidaner li dibuixaren moltes portades de llurs partitures musicals que eren cercades tant pels afeccionats musicals com pels col·leccionistes.
La millor manera d'entendre el treball de Fabre, és precisament cercant-la fora de la història oficial de la música i en les elits dels cercles simbolistes. al canvi del segle xix al xx

## Obres cabdals de Fabre
- L'orgue (1889) i L'Archet (1894) de C. Cros.
- Sonatines sentimentals, de Camille Mauclair.
- La complainte de l'oubli des morts, de Laforgue.
- Chants de Bretagne, inspirades en poesies de Moreas, Ajalbert, Klingsor, Le Cardounel i P. Fort (1900)
- Dix chansons, de Maeterlinck (1900-05).
- Poèmes de jade, envers la traducció del xinès de F. G. Judith Gautier (1905-07).
- Le colloque sentimentiel, de Verlaine,
- Paysage breton, de S. Merrill, i Imagés d'enfants (1908).

A més se li deu un trio, un quartet i una Serenata.